# Алан Кардек
Алан Кардек (порт. Alan Kardec, нар. 12 січня 1989, Барра-Манса) — бразильський футболіст, нападник клубу «Атлетіко Мінейру». Відомий за виступами в низці бразильських і закордонних клубів, а також у складі молодіжної збірної Бразилії. Чемпіон Португалії. Переможець Ліги Пауліста тв Ліги Мінейро.

## Клубна кар'єра
Алан Кардек народився 1989 року в місті Барра-Манса, та є вихованцем футбольної школи клубу «Васко да Гама». Дорослу футбольну кар'єру розпочав 2007 року в основній команді цього клубу, в якій грав до 2009 року, за виключенням короткочасної оренди в клубі «Інтернасьйонал».
У 2009 році Кардек став гравцем португальської команди «Бенфіка», проте до основного складу команди не пробився, та віддавався в оренду до клубу «Сантус», отримавши звання чемпіона Ліги Пауліста, а після повернення з оренди більше грав за фарм-клуб лісабонської команди «Бенфіка Б», але в сезоні 2012—2013 також отримав звання чемпіона Португалії. У 2013—2014 роках футболіст грав у бразильському клубі «Палмейрас», а в 2014—2016 роках грав у іншому бразильському клубі «Сан-Паулу».
З 2016 до 2022 року Алан Кардек грав у складі китайських клубів «Чунцін Ліфань» та «Шеньчжень», де відзначився неабиякими бомбардирськими властивостями, зокрема в чунцінському клубі забив 54 м'ячі в 100 матчах, а в клубі «Шеньчжень» забив 11 м'ячів у 16 проведених матчів за клуб.
До складу клубу «Атлетіко Мінейру» приєднався 2022 року. Станом на 20 червня 2024 року відіграв за команду з Белу-Орізонті 30 матчів в національному чемпіонаті, та став у складі команди переможцем Ліги Мінейро.

## Виступи за збірну
Протягом 2009—2010 років Алан Кардек грав у складі молодіжної збірної Бразилії. У 2009 році футболіст у складі молодіжної збірної грав на молодіжному чемпіонаті світу. На молодіжному рівні Кардек зіграв у 17 офіційних матчах, та забив 9 голів.

## Титули і досягнення
- Чемпіон Португалії (1):

«Бенфіка»: 2009–2010
- Переможець Ліги Пауліста (1):

«Сантус»: 2012
- Переможець Ліги Мінейро (1):

«Атлетіко Мінейру»: 2024